# 桃井斉
桃井 齊（ももい ひとし、1930年1月20日 - 2002年2月26日）は、日本の地球科学者。専門は鉱物学・鉱床学。東京都生まれ。

## 経歴
旧制第五高等学校を経て、1953年九州大学理学部地質学科を卒業。1956年九州大学理学部助手、1968年同助教授。1976年愛媛大学理学部教授に転任。1987年から1995年まで同大学評議員。1995年定年退官。1962年、九州大学より理学博士の学位を取得。

## 研究業績
学部から大学院にかけて冨田達の指導を受け、花崗岩および黒色頁岩中のラジウム含有量に関する研究を行った。1956年から吉村豊文のもとで、マンガン珪酸塩鉱物（イネス石、ダンネモル石、パイロクスマンガン石、バナジウム柘榴石、ばら輝石など）の鉱物化学的研究に従事した。1970年代になってマンガン珪酸塩鉱物の熱水合成実験を開始し、とくにブラウン鉱やマンガン団塊の生成条件に関する顕著な成果を発表した。その間、鹿児島・宮崎県内の層状マンガン鉱床の調査を行い、次第に層状マンガン鉱床の地質学的研究へと進展した。また没後の2010年に、愛媛県鞍瀬鉱山で発見された新鉱物（バナジウムを含むマンガン柘榴石）は、桃井の鉱物学上の業績を顕彰するため、桃井柘榴石(Momoiite)と命名された。

## 主な編著書
- 愛媛県地質図（20万分の1）および同説明書、鹿島愛彦・高橋治郎との共著、1991年。